# Aenza
Aenza (anteriormente conocida como Graña y Montero) es una empresa de construcción peruana con sede en Lima. Se originó en 1933 como una compañía de bienes raíces y construcción, y es la más antigua y la más grande del Perú. Entre 1949 y 2020, era conocida como Graña y Montero. En noviembre de ese último año, cambió de nombre a su denominación actual. Es una empresa componente del índice S&P/BVL Perú General.

## Historia
El 22 de junio de 1933 tres ingenieros y un arquitecto peruanos formaron una sociedad técnica con el objeto de “aunar sus conocimientos para la realización de cualquier obra o trabajo”, tomando el nombre de Gramonvel a partir de los apellidos de los fundadores: Graña, Montero y Velarde. En 1949 cambió su nombre a Graña y Montero.
Se inició como una constructora especializada en edificaciones, pero fue ampliando su oferta a obras de más envergadura, como ferrocarriles y carreteras, hasta entonces de patrimonio exclusivo de firmas extranjeras. En 1942, traspasó las fronteras peruanas con su primera obra en el exterior: la fábrica Nestlé en Venezuela.
Entre 1945 y 1957, construye la ciudad de Talara: por encargo de la International Petroleum Company, construyó viviendas para más de 20 000 personas, así como, colegios, iglesias, cine, aeropuerto, entre otros. El sector de energía y petróleo es uno de los que mayor ingreso generó la empresa en 2007.
En 2002 consiguieron una parte de la concesión del tramo vial Ancón-Huacho-Pativilca.

## Escándalos de corrupción

### Caso Interoceánica Sur: Consorcio Conirsa
Graña y Montero se asoció con la compañía Odebrecht para la ejecución de algunos proyectos en Perú, entre los que se encontraba la ejecución de la carretera Interoceánica Sur tramos 2 y 3. Debido a la confesión de Odebrecht, de haber realizado pagos ilícitos para adjudicarse proyectos en diversos países de Latinoamérica, la Fiscalía peruana abrió un proceso de investigación hacia los miembros del consorcio Conirsa (integrado por Odebrecht, Graña y Montero, ICCGSA y JJC), a cargo de la ejecución de dicha carretera.
Como parte de las investigaciones, los directivos de las diferentes empresas consorciadas fueron incluidos en el régimen de prisión preventiva y liberados meses después para seguir su proceso en libertad, garantizando así la presunción de inocencia y el debido proceso. Los afectados de la mencionada firma fueron José Graña Miró Quesada, expresidente del directorio de Graña y Montero; Hernando Alejandro Graña Acuña, exejecutivo de Graña y Montero; y Gonzalo Ferraro Rey, ex gerente de Infraestructura de Graña y Montero quienes siguen llevando un proceso judicial por este caso.
El 22 de diciembre de 2017 la Procuraduría ad hoc para el caso Odebrecht solicitó ante el Poder Judicial que Graña y Montero sea incluida en la investigación seguida contra el expresidente Alejandro Toledo, debido a que su socio en el proyecto Odebrecht confesó haber hecho pagos indebidos por US$20 millones a cambio de obtener la buena pro en la licitación de los tramos 2 y 3 de la carretera Interoceánica.

### Caso Metro de Lima: Consorcio Tren Eléctrico
El 2009, durante el segundo gobierno de Alan García, Graña y Montero formó un consorcio con Odebrecht denominado Consorcio Tren Eléctrico para ejecutar los Tramos 1 y 2 de la Línea 1 del Metro de Lima. El contrato fue firmado en diciembre de 2009 entre el Consorcio y el Ministerio de Transportes y Comunicaciones (MTC) de Perú a través del decreto de urgencia n.° 032-2009 dado por el presidente Alan García Pérez. El decreto permitió incrementar el presupuesto de la obra, transferir la administración que estaba a cargo de la Municipalidad Metropolitana de Lima al Ministerio de Transportes y Comunicaciones, y lograr que el proyecto de inversión fuera exento de las normas del Sistema Nacional de Inversión Pública (SNIP).
El 23 de abril de 2019 la empresa Graña y Montero fue acusada de pagos ilícitos al estado luego de que un exfuncionario de Odebrecht, Jorge Barata, declarará que tanto su empresa como GyM participaron en un plan de soborno para ganar la licitación de la obra de los Tramos 1 y 2 de la Línea 1 del Metro de Lima. Jorge Barata afirmó que Graña y Montero pagó 3 millones de dólares como soborno para la adjudicación de la obra; la administración de la empresa declaró que no tenía conocimientos para corroborar o negar esa información. Ese día las acciones de GyM cayeron en 7.4% de su valor en la Bolsa de Valores de Lima. El alcalde de Lima, Jorge Muñoz, declaró que la empresa ya no iba a ejecutar la obra Vía Expresa Sur debido a ese antecedente. La Contraloría General de la República ha calculado el sobrecosto de esta obra ejecutada por el Consorcio Tren Eléctrico en 400 millones de dólares.